# Microsoft Lumia

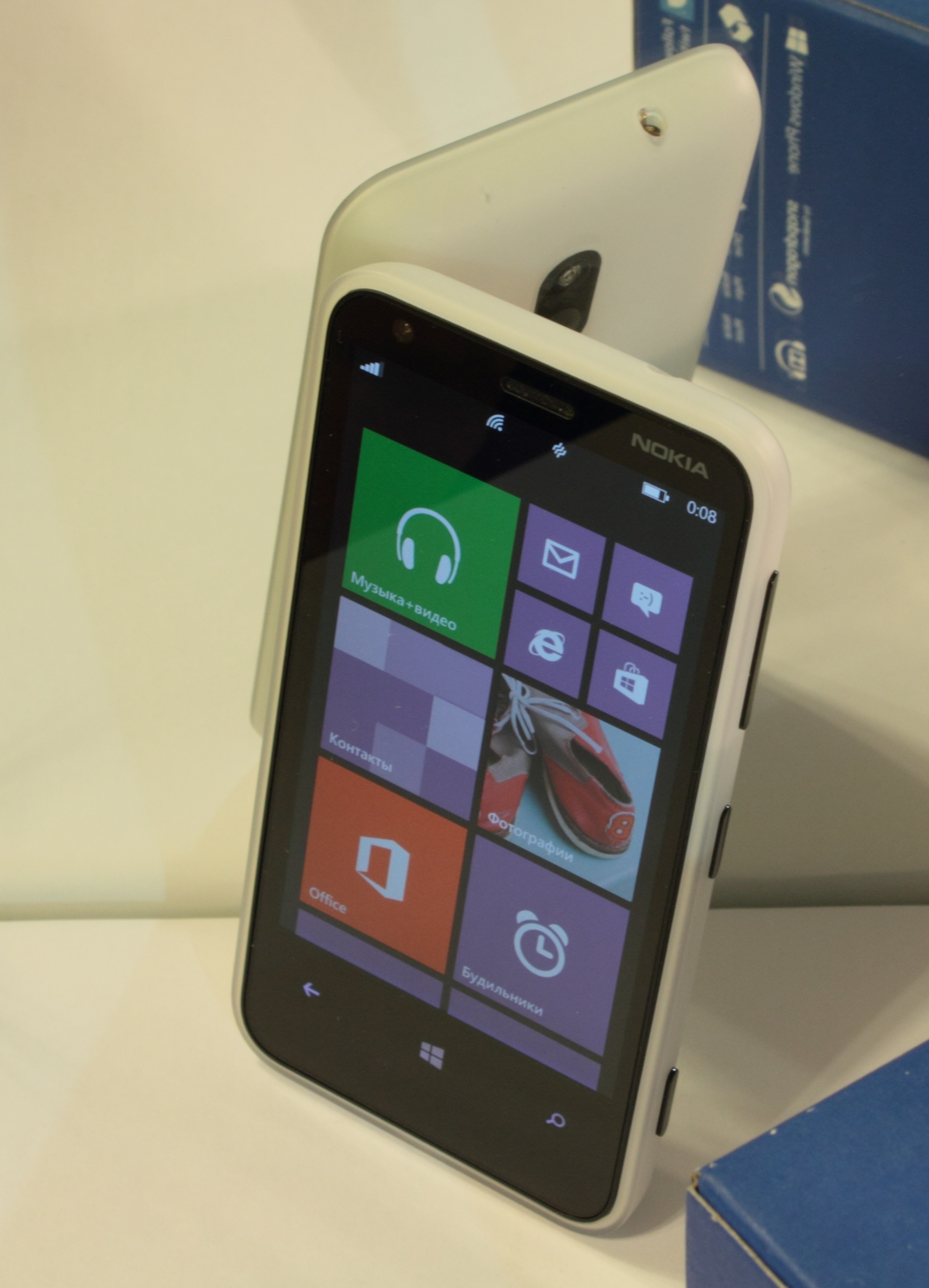
Egy Nokia Lumia 620

Nokia Lumia Logó

A Nokia Lumia a finn Nokia Corporation 2011-ben bevezetett Windows Phone alapú telefon és táblagépcsaládja. Az első telefonok operációs rendszere Windows Phone 7 volt, majd Windows Phone 8-ra váltott a Nokia. A Lumia elnevezés a finn Lumi "hó" szóból ered. A termékcsaládot a Microsoft (Lumia) termékei váltották.
A termékcsalád tagjai (már egyik sem kapható újonnan):
- Nokia Lumia Icon (2014)
- Nokia Lumia 2520 (2013)
- Nokia Lumia 1520 (2013)
- Nokia Lumia 1320 (2013)
- Nokia Lumia 1020 (2013)
- Nokia Lumia 930 (2014)
- Nokia Lumia 928 (2013)
- Nokia Lumia 925 (2013)
- Nokia Lumia 920 (2012)
- Nokia Lumia 900 (2012)
- Nokia Lumia 822 (2012)
- Nokia Lumia 820 (2012)
- Nokia Lumia 800 (2011)
- Nokia Lumia 735 (2014)
- Nokia Lumia 720 (2013)
- Nokia Lumia 710 (2012)
- Nokia Lumia 630 (2014)
- Nokia Lumia 625 (2013)
- Nokia Lumia 620 (2013)
- Nokia Lumia 610 (2012)
- Nokia Lumia 530 (2014)
- Nokia Lumia 525 (2013)
- Nokia Lumia 520 (2013)
- Nokia Lumia 510 (2012)
- Nokia Lumia 505 (2012)[1]